# Paolo Zerbino
Paolo Zerbino (né le 21 juin 1905 à Carpeneto, mort le 28 avril 1945 à Dongo) était un homme politique italien impliqué dans le fascisme, qui fut notamment ministre de l'intérieur de la République sociale italienne.